# 附錄
附錄或附件是指書籍中作者對正文內容的补充。附錄可以是用來糾正內文的錯誤。例如當書籍差不多印刷完畢，而發現問題後销毁这批作品并重新印刷的成本又太高，此時作者或出版社會通過附錄的方式向讀者解釋。